# Residència Geriàtrica de Maó
La Residència Geriàtrica de Maó fou construïda l'any 1738 pels anglesos, que volien fer un hospital de caritat de nova planta al carrer Cós de Gràcia, amb un oratori dedicat al Bon Pastor. Aquest edifici estava mantingut per doblers d'herències i per almoines. Aquest edifici ja el van fer sobre un hospital de l'edat mitjana que acollia a persones malaltes i necessitades.
Ha sofert una altra reforma que va remodelar la façana amb un estil de línies clàssiques. Anys més tard, Juana Adelaida Cardona va deixar una herència per poder fer-hi una nova reforma, i al seu costat es va construir un edifici destinat a malalts contagiosos, que avui és la Casa d'Infància. Aquest hospital municipal és, en l'actualitat, la Residència Geriàtrica.